# Monsenhor Hipólito
Monsenhor Hipólito est une municipalité brésilienne située dans l'État du Piauí.